# Aboulie
Aboulie is een term uit de psychiatrie die het verlies van of het gebrek aan wilskracht aanduidt. Een synoniem hiervoor is willoosheid.
Het is een veelvuldig voorkomende stoornis, in het bijzonder bij neurosen en psycho(neuro)sen. Bij aboulie weet de patiënt wat hij moet doen, maar is hij niet in staat om tot de uitvoering ervan over te gaan. Tijd wordt verspild met het alsmaar nadenken en overleggen zonder tot actie over te gaan en uiteindelijk gebeurt er niets. Besluiteloosheid is een vorm van aboulie.
Deze aandoening kan bijvoorbeeld het eten van lang dementerenden en aboulie-lijders beïnvloeden. De patiënten kunnen uren op hun eten kauwen zonder door te slikken. 